# Хейнен, Брегье
Брегье Хейнен (нидерл. Bregje Heinen; родилась 5 марта 1993, Боркуло) — голландская модель.
В модельный бизнес попала после того как представители агентства «Salva Models» обратили внимания на её страницу в голландской социальной сети Hyves. Вскоре перешла в более известное агентство «Women Management». На обложки журнала впервые попала в 2008 году. В 2010 году приняла участив съемка клипа группы Maroon 5.
В различное время принимала участие в показах: Alberta Ferretti, Aquilano e Rimondi, Balenciaga, Celine, Chloe, Donna Karan, Emilio Pucci, Fendi, Gabriele Colangelo, Gareth Pugh, Giles, Gucci, Jo No Fui, Just Cavalli, Karl Lagerfeld, Kenzo, Lanvin, Les Copains, Louis Vuitton, Marchesa, Missoni, Miu Miu, Ports 1961, Prada, Roberto Cavalli, Rochas, Sophia Kokosalaki, Sportmax, Stella McCartney, Willow и других.
В 2011, 2012 и 2014 годах приглашается на итоговый показ компании «Victoria’s Secret».